# Le Mesnil-Vigot
Le Mesnil-Vigot era un comune francese di 262 abitanti situato nel dipartimento della Manica nella regione della Normandia. Il 1º gennaio 2017 si è unito a Remilly-sur-Lozon e Les Champs-de-Losque per formare il nuovo comune di Remilly Les Marais.

## Società

### Evoluzione demografica
Abitanti censiti